# Aminata Touré (femme politique allemande)
Pour les articles homonymes, voir Aminata Touré et Touré.
Aminata Touré, née le 15 novembre 1992 à Neumünster en Allemagne, est une femme politique allemande d'origine malienne. Elle est membre du parti politique écologiste allemand Alliance 90 / Les Verts et a été élue à l'âge de 25 ans, le 29 juin 2017, au parlement du Landtag de Schleswig-Holstein. Le 28 août 2019, elle est élue vice-présidente de ce parlement régional. Elle a recueilli 46 voix sur 69, sous le regard de ses parents,,,.

## Vie et éducation
À la suite du coup d'État de 1991 au Mali, les parents d'Aminata Touré fuient leur pays d'origine pour se réfugier en Allemagne. Touré naît le 15 novembre 1992 et après son Abitur (baccalauréat allemand), elle poursuit ses études à l'Université de Kiel. Là, elle étudie les sciences politiques et la philologie française. De fin 2013 à 2014, pendant un semestre, elle étudie à l'Université complutense de Madrid. C'est en 2016 qu'elle obtient sa licence à l'Université de Kiel. De 2014 à 2017, elle est attachée parlementaire de Luise Amtsberg.

## Carrière politique

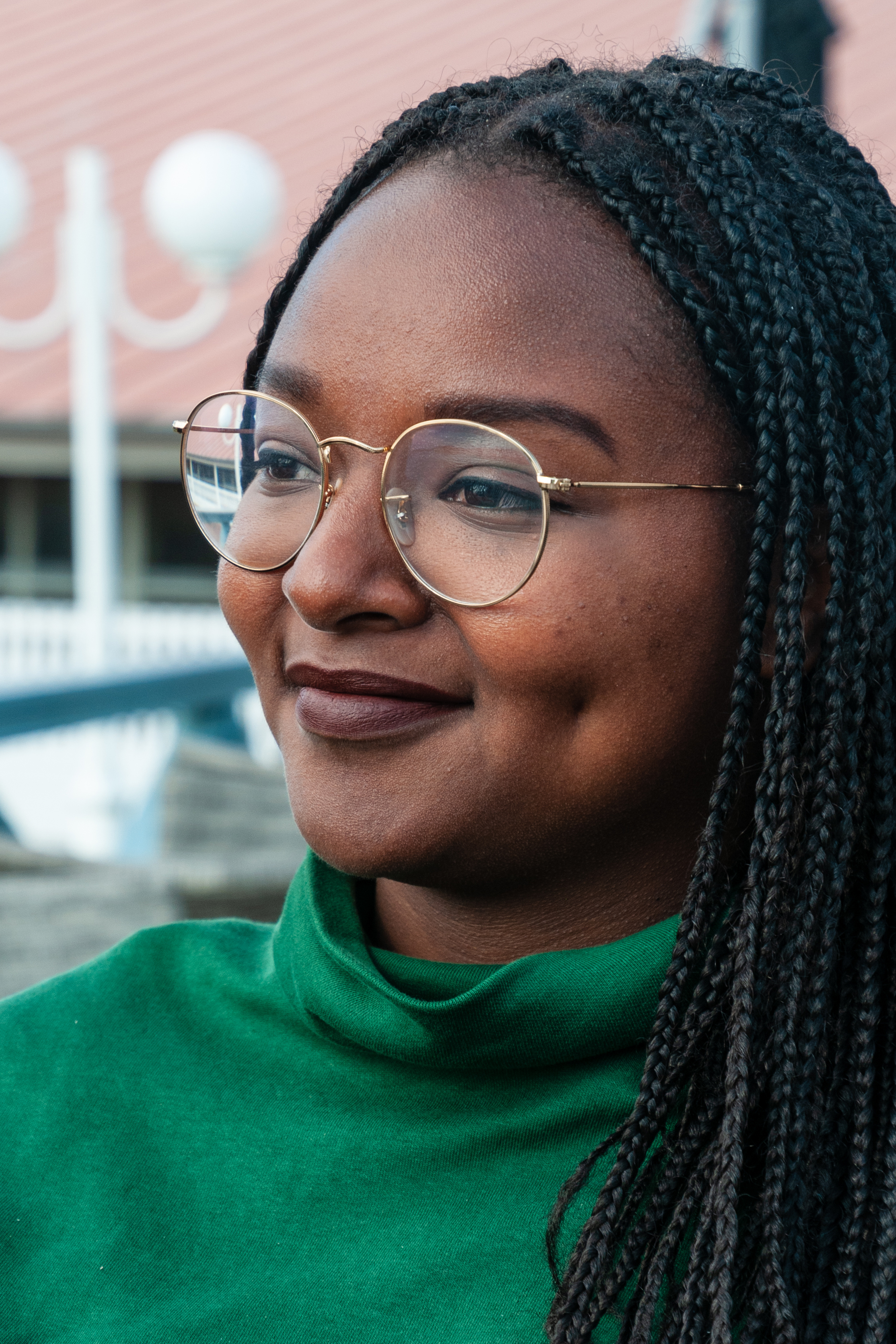
Aminata Touré.

Tout a commencé pour Aminata Touré en 2012 lorsqu'elle rejoint le mouvement écologiste de son université. Son implication et ses actions lui valent d'être élue porte-parole de ce mouvement une année après qu'elle l'ait rejoint. Dans sa région de Schleswig-Holstein, Touré est élue assesseur du parti écologiste Alliance 90 / Les Verts en 2016. Elle occupe cette fonction jusqu'en 2017, année de son élection au parlement de Schleswig-Holstein.
En onzième position sur la liste de son parti lors des élections de 2017, Touré n'est pas élue, son parti n'ayant obtenu que 10 sièges. Ce n'est qu'après la nomination de Monika Heinold au poste de ministre des finances du Schleswig-Holstein que Touré fait son entrée au parlement en occupant le poste laissé vacant par cette dernière. Au sein de son groupe parlementaire, Touré occupe le poste de présidente de la commission chargée des questions liées aux racismes, à l'immigration, aux genres, à l'égalité, aux enfants, aux jeunes et à l'homophobie. Elle est élue vice-présidente du parlement quand ce poste est laissé vacant par Rasmus Andresen, qui est lui élu député européen. Elle devient par cette élection la première afro-allemande et aussi la plus jeune a occuper ce poste.

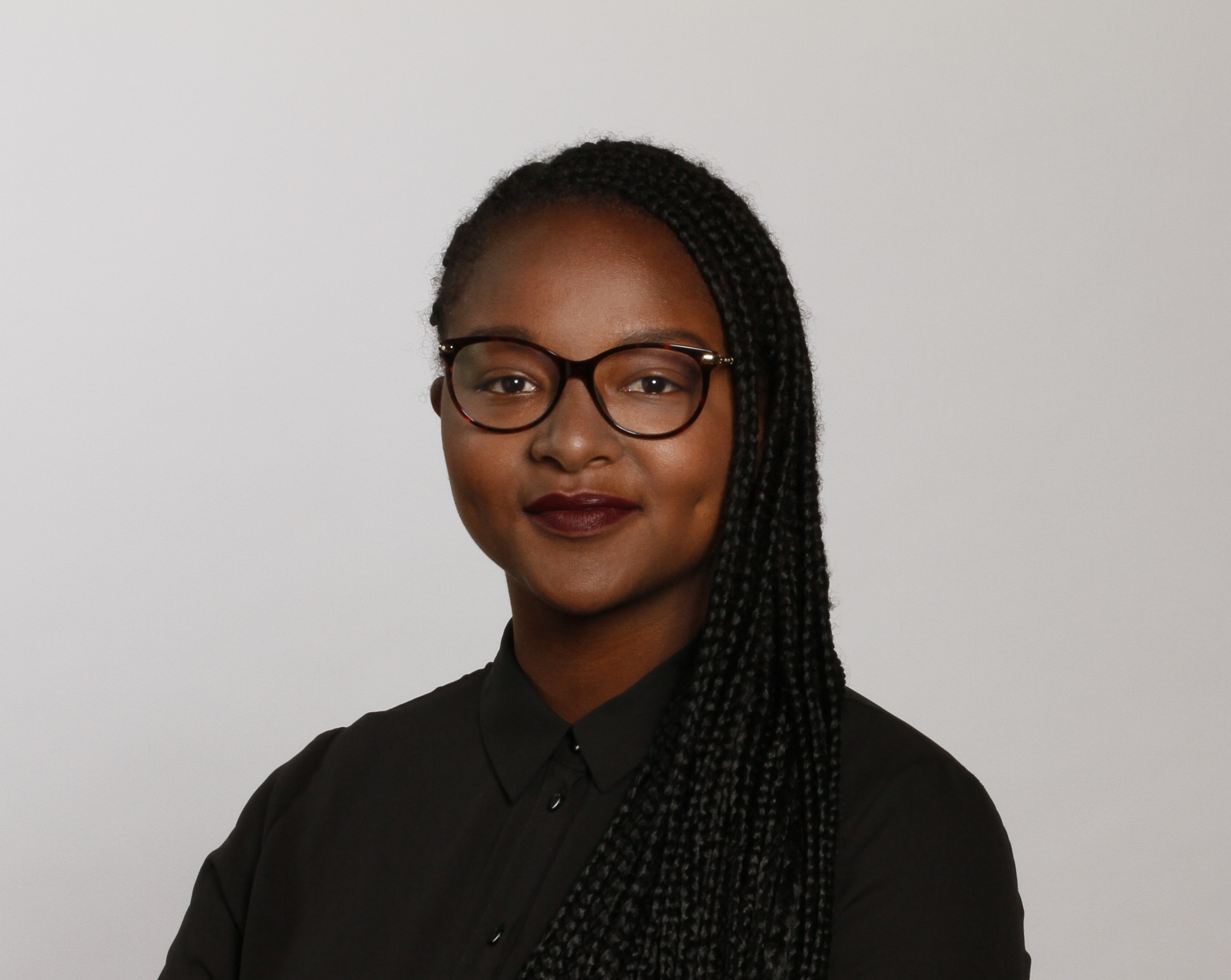
Aminata Touré.